# Toshiyuki Takagi
Toshiyuki Takagi (高木 俊幸 Takagi Toshiyuki?,  Yokohama, Kanagawa, 25 de mayo de 1991) es un futbolista japonés. Juega de delantero y su equipo es el Cerezo Osaka de la J1 League de Japón.

## Trayectoria

### Clubes
| Club               | País  | Año       |
| ------------------ | ----- | --------- |
| Tokyo Verdy        | Japón | 2009-2010 |
| Shimizu S-Pulse    | Japón | 2011-2014 |
| Urawa Red Diamonds | Japón | 2015-2017 |
| Cerezo Osaka       | Japón | 2018-2021 |
| JEF United Chiba   | Japón | 2022-     |

### Selección nacional
| Selección | País  | Año  |
| --------- | ----- | ---- |
| Sub-20    | Japón | 2009 |

## Palmarés

### Títulos nacionales
| Título             | Club               | País  | Año  |
| ------------------ | ------------------ | ----- | ---- |
| Copa J. League     | Urawa Red Diamonds | Japón | 2016 |
| Supercopa de Japón | Cerezo Osaka       | Japón | 2018 |

### Títulos internacionales
| Título                      | Club               | Sede    | Año  |
| --------------------------- | ------------------ | ------- | ---- |
| Copa Suruga Bank            | Urawa Red Diamonds | Saitama | 2017 |
| Liga de Campeones de la AFC | Urawa Red Diamonds | Saitama | 2017 |

### Distinciones individuales
| Distinción                    | Año  |
| ----------------------------- | ---- |
| Goleador de la Copa J. League | 2016 |